# Wohnhausensemble der Bremer Woll-Kämmerei
Das Wohnhausensemble der Bremer Woll-Kämmerei befindet sich in Bremen, Stadtteil Blumenthal, Ortsteil Blumenthal, Martin-Luther-Straße, Lüssumer Straße und Wigmodistraße. Das Wohnhausensemble entstand 1913, 1922/24 und 1934 für die Bremer Woll-Kämmerei nach Plänen verschiedener Architekten. 
Die Gebäude stehen seit 2013 unter Bremer Denkmalschutz.

## Geschichte
Die Bremer Woll-Kämmerei (BWK) von 1883  beschäftigte anfänglich 150 und 1896 bereits 2000 Arbeiter. Der erste Industriebetrieb im ländlichen Blumenthal veränderte die  Struktur des Ortes umfassend. Zu Beginn des 20. Jahrhunderts wurden ganze Straßenzüge mit Wohnhäusern gebaut für die bis zu 5000 Arbeiter.
Das Wohnhausensemble wurde von 1913 bis 1934 im konservativen Stil der Zeit für leitende Mitarbeiter der BWK unweit der heutigen Autobahn A 270 und der Martin-Luther-Kirche gebaut.
Zu dem Ensemble gehören die fünf Objekte:
- Martin-Luther-Straße Nr. 14/16 und Wigmodistraße Nr. 36/38: Zwei baugleiche, zweigeschossige, verputzte Zweifamilien-Wohnhäuser von 1913 im Reformstil mit Walmdächer, großen Erkern und Loggien für Leitungsmitarbeiter der BWK nach Plänen von Albert Köhler, Oldenburg;[2][3]
- Lüssumer Straße Nr. 35: Zweigeschossiges, verklinkertes Miethaus für Werkswohnungen von 1922 mit Walmdach und einem Mittelrisalit nach Plänen der Bauabteilung der BWK;[4]
- Martin-Luther-Straße Nr. 1/3: Zweigeschossiges, verklinkertes, konservatives Doppelhaus von 1924 mit Walmdach und Fassadenornamenten für BWK-Direktor Heinrich Delius nach Plänen von Arthur Karst, Bremen;[5]
- Wigmodistraße Nr. 40: Klinkerverblendete Garagenanlage mit 10 Garagen in runder U-Form angeordnet von 1934 nach Plänen der Bauabteilung der BWK.[6]